# Benjamín de la Calle
Benjamín de la Calle (Yarumal, 26 de octubre de 1869-Medellín, 28 de marzo de 1934) fue un fotógrafo colombiano, considerado como uno de los más importantes del siglo xx en su nación.
Su trabajo se considera como patrimonio de la nación, ya que retrató a una inmensa cantidad de políticos, personajes de renombre y personas del común, logrando preservar la cultura colombiana de principios del siglo xx en los más de 5000 negativos que dejó tras su muerte.